# 道助入道親王
道助入道親王（どうじょにゅうどうしんのう、建久7年10月16日（1196年11月7日）- 宝治3年1月15日（1249年2月28日））は、鎌倉時代前期の入道親王。父は後鳥羽天皇、母は坊門信清の娘。名は長仁。

## 略歴
正治元年（1199年）、親王宣下を受けた。建永元年（1206年）、仁和寺の道法法親王を師として出家・受戒し、建暦2年（1212年）に伝法灌頂を受けた。道法法親王の没後、建保2年（1214年）に仁和寺第8代門跡を継いだ。父後鳥羽上皇のために承久の乱の際には祈祷を行い、敗れて隠岐に流されることになった父院が出家する際にはその戒師をつとめた。乱での処罰を免れたものの、鎌倉幕府の意向によって後堀河天皇の実兄である道深法親王に仁和寺を譲ることとなり、36歳で高野山に隠遁した。